# Aymaria
Genre
Aymaria est un genre d'araignées aranéomorphes de la famille des Pholcidae.

## Distribution
Les espèces de ce genre se rencontrent de l'Argentine aux Galápagos.

## Liste des espèces
Selon World Spider Catalog (version 14.5, 2014) :
- Aymaria calilegua Huber, 2000
- Aymaria conica (Banks, 1902)
- Aymaria dasyops (Mello-Leitão, 1947)
- Aymaria floreana (Gertsch & Peck, 1992)
- Aymaria insularis (Banks, 1902)
- Aymaria jarmila (Gertsch & Peck, 1992)
- Aymaria pakitza Huber, 2000

## Publication originale
- Huber, 2000 : New World pholcid spiders (Araneae: Pholcidae): A revision at generic level.Bulletin of the American Museum of Natural History, no 254, p. 1-348 (texte intégral) .